# Skerholt
Skerholt är ett berg i republiken Island. Det ligger i regionen Austurland, 250 km öster om huvudstaden Reykjavík. Toppen på Skerholt är 503 meter över havet.
Trakten runt Skerholt är nära nog obefolkad, med mindre än två invånare per kvadratkilometer. Det finns inga samhällen i närheten. Trakten runt Skerholt är permanent täckt av is och snö.